# Medgidia
Medgidia (en turco: Mecidiye) es una ciudad con estatus de municipiu del distrito de Constanţa, en Dobruja, al sureste de Rumania.
Según el censo de 2011, tiene 39 780 habitantes, mientras que en el censo de 2002 tenía 43 841 habitantes. La mayoría de la población es de etnia rumana (71,48 %), con minorías de turcos (8,39 %), tártaros (8,07 %) y gitanos (1,51 %).
La mayoría de los habitantes son cristianos de la Iglesia Ortodoxa Rumana (72,11 %), con una importante minoría de musulmanes (16,65 %).
Llamada así por el sultán otomano Abdul Mejid, quien la fundó alrededor de 1860.
Se ubica unos 30 km al noroeste de Constanza, sobre la carretera 22C.